# Teodomiro (rey suevo)

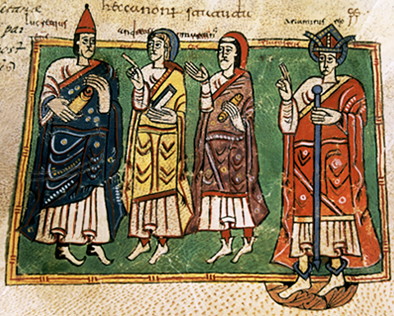
Ariamiro o Teodomiro con los obispos Lucrecio, Andrés y Martín de Dumio

Teodomiro (? - 570), rey de los suevos (559 - 570).

## Biografía
Teodomiro fue uno de los últimos reyes suevos de Galicia. Sucedió a Ariamiro, y gobernó hasta su muerte.
Teodomiro ha sido propuesto como el primer monarca suevo cristiano ortodoxo, y el que trajo la conversión del pueblo suevo desde el arrianismo, con ayuda del misionero Martín de Braga. Esta teoría se basa en la Historia Suevorum de Isidoro de Sevilla: regni potestatem Theodimirus suscepit: qui confestim Arrianae impietatis errore destructo Suevos catholicae fidei reddidit. Sin embargo, otras fuentes, en especial, Juan de Biclaro y Gregorio de Tours, además de las actas del Primer concilio de Braga, implican otras propuestas. Juan afirma que fue el rey visigodo Recaredo I el que trajo la conversión a ambos pueblos. Gregorio dice que, por intercesión de Martín de Tours, se convirtió el rey suevo Cariarico, y las actas del concilio de Braga, que fue Ariamiro el primero en levantar la prohibición de los sínodos católicos ortodoxos.
La mayoría de los estudiosos ha tratado de conciliar estas historias. Reinhart sugiere que Carriarico fue el primero en convertirse, a través de las reliquias de Martín de Tours, y que Teodomiro se convirtió después por la predicación de Martín de Braga. También se ha sugerido que Ariamiro y Teodomiro podrían ser la misma persona, un hijo de Carriarico. Ferreiro cree que la conversión de los suevos fue progresiva, y que Teodomiro fue responsable de comenzar la persecución de los arrianos en su reino.
En el año final de su reinado, su territorio fue atacado por el rey visigodo Leovigildo. Le sucedió su hijo Miro.